# Powiat Znojmo
Powiat Znojmo (czes. Okres Znojmo) – powiat w Czechach, w kraju południowomorawskim.
Jego siedziba znajduje się w mieście Znojmo. Powierzchnia powiatu wynosi 1636,96 km², zamieszkuje go 114 114 osób (gęstość zaludnienia wynosi 69,75 mieszkańców na 1 km²). Powiat ten liczy 148 miejscowości, w tym 4 miasta.
Od 1 stycznia 2003 powiaty nie są już jednostką podziału administracyjnego Czech. Podział na powiaty zachowały jednak sądy, policja i niektóre inne urzędy państwowe. Został on również zachowany dla celów statystycznych.

## Struktura powierzchni
Według danych z 31 grudnia 2003 powiat ma obszar 1636,96 km², w tym:
- użytki rolne – 69,16%, w tym 91,65% gruntów ornych
- inne – 30,84%, w tym 69,68% lasów
- liczba gospodarstw rolnych: 2027

## Demografia
Dane z 31 grudnia 2003:
| Opis        | Ogółem | Kobiety       | Mężczyźni     |
| ----------- | ------ | ------------- | ------------- |
| populacja   | 114    | 58 074 50,89% | 56 040 49,11% |
| średni wiek | 38     | 40,11         | 36,96         |

- gęstość zaludnienia: 69,75 mieszk./km²
- 41,67% ludności powiatu mieszka w miastach.

## Zatrudnienie
| Mieszkańcy ze stałym zatrudnieniem | 19 357       |
| Średnia pensja miesięczna          | 13 394 koron |
| Bezrobotni                         | 7903         |
| Stopa bezrobocia                   | 13,7%        |

## Szkolnictwo
W powiecie Znojmo działają:
| Rodzaj szkoły                   | Liczba szkół |
| ------------------------------- | ------------ |
| Przedszkola                     | 84           |
| Szkoły podstawowe               | 66           |
| Gimnazja                        | 3            |
| Szkoły średnie techniczne       | 8            |
| Szkoły średnie ogólnokształcące | 4            |
| Szkoły wyższe                   | 1            |

## Służba zdrowia
| Lekarze                               | 323 |
| Szpitale                              | 1   |
| Specjalistyczne ośrodki terapeutyczne | –   |
| Gabinety dentystyczne                 | 53  |
| Apteki                                | 13  |